# Skisprung-Intercontinental-Cup in Einsiedeln 2024/25
Der Intercontinental-Cup in Einsiedeln 2024/25 fand am 28. und 29. September 2024 auf der Andreas Küttel-Schanze (K 105/HS 117) in Einsiedeln im Kanton Schwyz statt und war die vierte Station des Intercontinental-Cups 2024/25. Der Wettbewerb bestand aus je zwei Einzelspringen der Damen. Gleichzeitig wurde der FIS Cup der Herren ausgetragen.

## Programm und Zeitplan
Das Programm des Interkontinental-Cups wurde auf zwei Tage aufgeteilt.
| \| Einsiedeln \| |
| Einsiedeln       |

| Einsiedeln |

## Teilnehmende Nationen und Athletinnen
Es nahmen 24 Skispringerinnen aus 8 Nationen am Intercontinental-Cup teil.
| Nation                 | Anzahl              | Athletin                                                                         |
| Europa (6 Nationen)    | Europa (6 Nationen) | Europa (6 Nationen)                                                              |
| ---------------------- | ------------------- | -------------------------------------------------------------------------------- |
| Deutschland            | 4                   | Kim Amy Duschek, Julina Kreibich, Anna-Fay Scharfenberg, Maike Tyralla           |
| Frankreich             | 1                   | Marie Thomas Couturaud                                                           |
| Österreich             | 3                   | Hannah Wiegele, Vanessa Moharitsch, Meghann Wadsak                               |
| Schweiz                | 4                   | Celina Wasser, Simone Buff, Rea Kindlimann, Sina Arnet                           |
| Slowakei               | 1                   | Kira Maria Kapustikova                                                           |
| Slowenien              | 6                   | Jerica Jesenko, Živa Andrič, Tinkara Komar, Lara Logar, Maja Kovačič, Taja Sitar |
| Nordamerika (1 Nation) |                     |                                                                                  |
| Vereinigte Staaten     | 3                   | Sandra Sproch, Estella Hassrick, Samantha Macuga                                 |
| Asien (1 Nationen)     |                     |                                                                                  |
| Kasachstan             | 2                   | Viktoriya Ruleva, Alyona Sviridenko                                              |

## Bericht
| Rang                                          | Athletin            | Punkte |
| --------------------------------------------- | ------------------- | ------ |
|                                               | Katharina Schmid    | 300    |
|                                               | Sina Arnet          | 289    |
|                                               | Meghann Wadsak      | 277    |
| 04.                                           | Maja Kovačič        | 251    |
| 05.                                           | Joséphine Pagnier   | 250    |
| 06.                                           | Selina Freitag      | 248    |
| 07.                                           | Agnes Reisch        | 221    |
| 08.                                           | Karolína Indráčková | 204    |
| 09.                                           | Juliane Seyfarth    | 181    |
| 10.                                           | Lara Logar          | 152    |
| Stand nach Intercontinental-Cup in Einsiedeln |                     |        |

### Vorbericht
Am Samstagvormittag teilte der Internationale Skiverband (FIS) mit, dass 24 Athletinnen aus acht Ländern am Samstagabend und Sonntagmorgen in die Einzelwettbewerbe gingen. Aus den Top 10 der Gesamtwertung war aus Österreich Meghann Wadsak dabei. Die gesamte Mannschaft der Schweizerinnen war ebenfalls am Start. Der Wettbewerb am Samstagabend soll bei strömendem Regen und einer Temperatur von +7 °C stattfinden. Der Wind auf der Andreas Küttel-Schanze soll eine durchschnittliche Geschwindigkeit von 3–4 m/s erreichen.

### Samstag, 28. September 2024, offizielles Training, Probedurchgang & Einzel-Wettkampf

#### Offizielles Training
Der Trainingsdurchgang wurde aus Gate 22 durchgeführt, es gewann die Österreicherin Hannah Wiegele mit einer Weite von 106,5 Metern vor den Sloweninnen Maja Kovačič (108 Metern) und Lara Logar (105 Metern). Vierte wurde die Österreicherin Meghann Wadsak (105,5 Metern), Fünfte wurde die US-Amerikanerin Samantha Macuga (105 Metern) und die Deutsche Anna-Fay Scharfenberg (104,5 Metern) souverän Sechste. Auf den Plätzen sieben, acht, neun und zehn landeten die Schweizerin Sina Arnet (101,5 Metern), die Slowenin Taja Sitar (101 Metern), die Deutsche Julina Kreibich (103,5 Metern) und Slowenin Jerica Jesenko (98,5 Metern).

#### Probedurchgang
Wie der Trainingsdurchgang wurde auch der Probedurchgang aus Gate 22 durchgeführt. Maja Kovačič aus Slowenien sicherte sich mit einer Weite von 111,5 Metern den Sieg vor der Österreicherin Meghann Wadsak (109,5 Metern) und der Schweizerin Sina Arnet (109,5 Metern). Hinter den Top drei landeten die Slowenin Jerica Jesenko (106,5 Metern), der Österreicherin Hannah Wiegele (104,5 Metern) und der Slowenin Lara Logar (106,5 Metern). Die Slowenin Taja Sitar (106,5 Metern), die Deutsche Maike Tyralla (105,5 Metern), die US-Amerikanerin Samantha Macuga (103 Metern) und die Deutsche Kim Amy Duschek (101 m) wurden siebente, achte, neunte und zehnte.

#### Einzel-Wettkampf
Vom Trainingsdurchgang bis zum Ende des Einzelwettkampfes war der Veranstaltungstag regnerisch. Der erste Durchgang wurde vom Gate 22 durchgeführt und begann um 19:30 Uhr. Zur Halbzeit führte die Slowenin Maja Kovačič mit einer Weite von 103,5 Metern, lag 2,7 Punkte vor der Österreicherin Hannah Wiegele (103 Metern) und 5,5 Punkte vor der Österreicherin Meghann Wadsak (103 Metern). Auf Platz vier kam die Schweizerin Sina Arnet mit 104 Metern, dahinter landete auf Platz fünf mit 102,5 Metern die Deutsche Kim Amy Duschek und ein Platz dahinter kam die Schweizerin Rea Kindlimann mit 96,5 Metern. Die Deutsche Anna-Fay Scharfenberg wurde wegen eines irregulären Anzuges disqualifiziert und nicht zum Einzel-Wettkampf zugelassen.
Der zweite Durchgang begann um 20:05 Uhr und wurde aus Gate 24 durchgeführt. Den Sieg holte sich die Slowenin Maja Kovačič mit einer Weite von 109 Metern, lag mit drei Punkten Vorsprung vor der Schweizerin Sina Arnet (105 Metern). Dritte wurde die Österreicherin Meghann Wadsak (108 Metern) vor der Slowenin Jerica Jesenko (107,5 Metern), der Deutschen Kim Amy Duschek (102 Metern) und der Österreicherin Hannah Wiegele (105,5 Metern). Die Schweizerin Rea Kindlimann (102,5 Metern) wurde Siebte, die Deutsche Julina Kreibich (104,5 Metern) Achte, die Slowenin Lara Logar (103 Metern) Neunte und die Slowenin Tinkara Komar (102 Metern) Zehnte.

### Sonntag, 29. September 2024, Einzel-Wettkampf

#### Einzel-Wettkampf
Anders als bei den Veranstaltungen zuvor wurde gleich mit dem Einzel-Wettkampf begonnen, der um 8:30 Uhr losging. Der erste Durchgang wurde aus Gate 24 und 22 durchgeführt. Es führte zur Halbzeit, die Schweizerin Sina Arnet, mit einer Weite von 106,5 Metern, lag 2,2 Punkte vor Slowenin Maja Kovačič (108 Metern), die einen Tag zuvor den Einzelwettkampf gewonnen hat. Dritte wurde die Deutsche Kim Amy Duschek (108,5 Metern), vierte die Slowenin Lara Logar (107,5 Metern) und fünfte die Slowenin Tinkara Komar (106 Metern). In den Top 10 platzierten sich die Schweizerin Rea Kindlimann (108,5 Metern), die Österreicherinnen Hannah Wiegele (102,5 Metern), Meghann Wadsak (105 Metern), die Deutsche Julina Kreibich (115,5 Metern) und die Französin Marie Thomas Couturaud (101,5 Metern). Wie schon einen Tag zuvor wurde die Deutsche Anna-Fay Scharfenberg wegen eines irregulären Anzuges disqualifiziert.
Der Finaldurchgang wurde aus Gate 22 und 21 durchgeführt und begann um 9:30 Uhr. Die Schweizerin Sina Arnet gewann vor ihrem Heimpublikum mit einer Weite von 106,5 Metern, lag 6,3 Punkten vor der Slowenin Maja Kovačič (104 Metern) und 9,9 Punkten vor der Slowenin Lara Logar (104,5 Metern). Meghann Wadsak (105 Metern) aus Österreich wurde vierte und die Deutsche Kim Amy Duschek (102 Metern) wurde Fünfte. Die Schweizerin Rea Kindlimann (103,5 Metern) belegte den sechsten Platz, die Deutsche Julina Kreibich (104 Metern) den siebten Platz, die Österreicherin Hannah Wiegele (97 Metern) den achten Platz, die US-Amerikanerin Samantha Macuga (103 Metern) den neunten Platz und die Französin Marie Thomas Couturaud (100,5 Metern) den zehnten Platz. Die Slowenin Tinkara Komar wurde im zweiten Durchgang wegen eines irregulären Anzuges disqualifiziert und kam trotzdem auf den 21. Platz.

## Ergebnisse

### Einzelspringen I
- Wetter 1 Durchgang: regnerisch, Temperatur: 7,0 °C, Wind in m/s: minimal: −1,38, maximal: −0,14, durchschnittlich: −0,66
- Wetter 2 Durchgang: regnerisch, Temperatur: 6,0 °C, Wind in m/s: minimal: −1,43, maximal: 0,03, durchschnittlich: −0,67

| Rang | Name                   | Weite 1      | Weite 2      | Punkte |
| ---- | ---------------------- | ------------ | ------------ | ------ |
|      | Maja Kovačič           | 103,5 m 0(1) | 109,0 m 0(4) | 232,1  |
|      | Sina Arnet             | 104,0 m 0(4) | 105,0 m 0(1) | 229,1  |
|      | Meghann Wadsak         | 103,0 m 0(3) | 108,0 m 0(2) | 227,8  |
| 04   | Jerica Jesenko         | 102,5 m 0(7) | 107,5 m 0(3) | 221,4  |
| 05   | Kim Amy Duschek        | 102,5 m 0(5) | 102,0 m 0(5) | 220,4  |
| 06   | Hannah Wiegele         | 103,0 m 0(2) | 105,5 m 0(9) | 220,1  |
| 07   | Rea Kindlimann         | 096,5 m 0(6) | 102,5 m 0(7) | 214,5  |
| 08   | Julina Kreibich        | 096,0 m (10) | 104,5 m 0(6) | 209,6  |
| 09   | Lara Logar             | 099,0 m 0(9) | 103,0 m 0(8) | 207,4  |
| 10   | Tinkara Komar          | 098,5 m 0(8) | 102,0 m (13) | 206,8  |
| 11   | Marie Thomas Couturaud | 098,0 m (11) | 101,5 m (11) | 203,7  |
| 12   | Taja Sitar             | 093,0 m (12) | 112,0 m 0(9) | 201,2  |

| Rang | Name                   | Weite 1       | Weite 2       | Punkte        |
| ---- | ---------------------- | ------------- | ------------- | ------------- |
| 13   | Samantha Macuga        | 094,0 m (15)  | 101,0 m (12)  | 195,4         |
| 14   | Kira Maria Kapustikova | 096,0 m (13)  | 099,5 m (15)  | 194,8         |
| 15   | Živa Andrič            | 092,0 m (18)  | 098,5 m (14)  | 188,9         |
| 16   | Vanessa Moharitsch     | 091,5 m (14)  | 097,5 m (16)  | 184,4         |
| 17   | Sandra Sproch          | 090,0 m (17)  | 092,0 m (17)  | 178,5         |
| 18   | Maike Tyralla          | 093,5 m (16)  | 092,5 m (18)  | 176,3         |
| 19   | Simone Buff            | 085,0 m (19)  | 089,0 m (19)  | 158,1         |
| 20   | Alyona Sviridenko      | 080,0 m (20)  | 084,0 m (20)  | 148,9         |
| 21   | Celina Wasser          | 079,0 m (21)  | 083,5 m (21)  | 135,5         |
| 22   | Viktoriya Ruleva       | 065,5 m (23)  | 076,0 m (22)  | 088,0         |
| 23   | Estella Hassrick       | 067,5 m (22)  | 070,5 m (23)  | 087,6         |
|      | Anna-Fay Scharfenberg  | Did not start | Did not start | Did not start |

### Einzelspringen II
- Wetter 1 Durchgang: sonnig, Temperatur: 4,0 °C, Wind in m/s: minimal: −1,22, maximal: 0,94, durchschnittlich: −0,10
- Wetter 2 Durchgang: sonnig, Temperatur: 6,0 °C, Wind in m/s: minimal: −0,69, maximal: 1,44, durchschnittlich: 0,97

| Rang | Name                   | Weite 1      | Weite 2      | Punkte |
| ---- | ---------------------- | ------------ | ------------ | ------ |
|      | Sina Arnet             | 106,5 m 0(1) | 106,5 m 0(1) | 234,0  |
|      | Maja Kovačič           | 108,0 m 0(2) | 104,0 m 0(3) | 227,7  |
|      | Lara Logar             | 107,5 m 0(4) | 104,5 m 0(4) | 220,6  |
| 04   | Meghann Wadsak         | 105,0 m 0(8) | 105,0 m 0(2) | 216,8  |
| 05   | Kim Amy Duschek        | 108,5 m 0(3) | 102,0 m 0(8) | 213,8  |
| 06   | Rea Kindlimann         | 108,5 m 0(6) | 103,5 m 0(5) | 211,1  |
| 07   | Julina Kreibich        | 115,5 m 0(9) | 104,0 m 0(5) | 208,2  |
| 08   | Hannah Wiegele         | 102,5 m 0(7) | 097,0 m (12) | 199,9  |
| 09   | Samantha Macuga        | 103,0 m (13) | 103,0 m 0(7) | 198,1  |
| 10   | Marie Thomas Couturaud | 101,5 m (10) | 100,5 m 0(9) | 197,9  |
| 11   | Jerica Jesenko         | 103,5 m (12) | 100,0 m 0(9) | 195,3  |
| 12   | Taja Sitar             | 102,5 m (14) | 101,0 m (11) | 192,1  |

| Rang | Name                   | Weite 1      | Weite 2      | Punkte |
| ---- | ---------------------- | ------------ | ------------ | ------ |
| 13   | Živa Andrič            | 096,0 m (15) | 097,0 m (14) | 181,6  |
| 14   | Kira Maria Kapustikova | 102,5 m (11) | 094,0 m (15) | 181,2  |
| 15   | Vanessa Moharitsch     | 097,5 m (16) | 098,5 m (13) | 177,0  |
| 16   | Maike Tyralla          | 092,5 m (17) | 092,5 m (16) | 156,8  |
| 17   | Sandra Sproch          | 089,5 m (19) | 091,5 m (17) | 151,9  |
| 18   | Simone Buff            | 085,5 m (18) | 089,5 m (18) | 151,8  |
| 19   | Alyona Sviridenko      | 084,0 m (20) | 089,0 m (19) | 139,3  |
| 20   | Celina Wasser          | 080,0 m (21) | 083,5 m (20) | 119,2  |
| 21   | Tinkara Komar          | 106,0 m 0(5) | DSQ          | 113,6  |
| 22   | Viktoriya Ruleva       | 075,0 m (22) | 078,5 m (21) | 101,4  |
| 23   | Estella Hassrick       | 072,0 m (23) | 072,0 m (22) | 084,5  |
|      | Anna-Fay Scharfenberg  | DSQ          | DSQ          | DSQ    |